# Championnats d'Afrique de natation 2021
Navigation
Durban 2020 (annulée) Tunis 2022
La 14e édition des Championnats d'Afrique de natation se déroule à Accra au Ghana du 11 au 17 octobre 2021. Le Ghana accueille pour la première fois de son histoire cet événement bi-annuel organisé par la Confédération africaine de natation amateur. Les Championnats d'Afrique juniors sont intégrés à cette compétition, les garçons devant avoir moins de 18 ans et les filles moins de 17 ans.
42 nations participent à l'événement.
Les épreuves de nage en eau libre ont lieu à Akosombo.
La compétition est dominée par l'Afrique du Sud et l'Égypte autant en seniors qu'en juniors.

## Podiums seniors

### Hommes
| Épreuves               | Or                                                                                               | Argent                                                                                 | Bronze                                                                                             |
| Nage libre             | Nage libre                                                                                       | Nage libre                                                                             | Nage libre                                                                                         |
| ---------------------- | ------------------------------------------------------------------------------------------------ | -------------------------------------------------------------------------------------- | -------------------------------------------------------------------------------------------------- |
| 50 m                   | Ali Khalafalla (EGY) 22 s 48                                                                     | Guy Brooks (RSA) 22 s 60                                                               | Yassin Hossam (RSA) 22 s 69                                                                        |
| 100 m                  | Mohamed Samy Hassan (EGY) 50 s 23                                                                | Guy Brooks (RSA) 50 s 34                                                               | Clayton Jimmie (RSA) 50 s 79                                                                       |
| 200 m                  | Marwan El Kamash (EGY) 1 min 50 s 17                                                             | Andrew Ross (RSA) 1 min 51 s 63                                                        | Guy Brooks (RSA) 1 min 51 s 99                                                                     |
| 400 m                  | Marwan El Kamash (EGY) 3 min 55 s 93                                                             | Mohamed Khalil Ben Ajmia (TUN) 3 min 59 s 97                                           | Roberto Gomes (RSA) 4 min 3 s 72                                                                   |
| 800 m                  | Marwan El Kamash (EGY) 8 min 4 s 88                                                              | Mohamed Moselhy (EGY) 8 min 6 s 25                                                     | Roberto Gomes (RSA) 8 min 27 s 33                                                                  |
| 1 500 m                | Marwan El Kamash (EGY) 15 min 40 s 65                                                            | Mohamed Moselhy (EGY) 15 min 51 s 80                                                   | Roberto Gomes (RSA) 16 min 24 s 33                                                                 |
| Dos                    |                                                                                                  |                                                                                        | |
| 50 m                   | Mohamed Samy Hassan (EGY) 25 s 34 CR                                                             | Abdellah Ardjoune (ALG) 25 s 78                                                        | Aly Khala Falah (EGY) 26 s 97                                                                      |
| 100 m                  | Mohamed Samy Hassan (EGY) 56 s 23                                                                | Martin Binedell (RSA) 56 s 57                                                          | Abdellah Ardjoune (ALG) 56 s 67                                                                    |
| 200 m                  | Martin Binedell (RSA) 2 min 0 s 54 CR                                                            | Mohamed Mohamady (EGY) 2 min 3 s 7                                                     | Ruan Ras (RSA) 2 min 3 s 98                                                                        |
| Brasse                 |                                                                                                  |                                                                                        | |
| 50 m                   | Youssef Elkamash (EGY) 28 s 8                                                                    | Matthew Randle (RSA) 28 s 70                                                           | Ronan Wantenaar (NAM) 28 s 71                                                                      |
| 100 m                  | Youssef Elkamash (EGY) 1 min 2 s 5                                                               | Matthew Randle (RSA) 1 min 3 s 6                                                       | Jaouad Syoud (ALG) 1 min 3 s 10                                                                    |
| 200 m                  | Bailey Musgrave (RSA) 2 min 14 s 47                                                              | Matthew Randle (RSA) 2 min 15 s 3                                                      | Youssef Elkamash (EGY) 2 min 18 s 3                                                                |
| Papillon               |                                                                                                  |                                                                                        | |
| 50 m                   | Clayton Jimmie (RSA) 24 s 13                                                                     | Abeiku Jackson (GHA) Ali Khalafalla (EGY) 24 s 18                                      | Non attribuée                                                                                      |
| 100 m                  | Jaouad Syoud (ALG) 52 s 89                                                                       | Guy Brooks (RSA) 53 s 91                                                               | Abeiku Jackson⁩ (GHA) 53 s 98                                                                       |
| 200 m                  | Ross Hartigan (RSA) 2 min 0 s 10 CR                                                              | Ruan Ras (RSA) 2 min 1 s 67                                                            | Ramzi Chouchar (ALG) 2 min 6 s 88                                                                  |
| Quatre nages           |                                                                                                  |                                                                                        | |
| 200 m                  | Jaouad Syoud (ALG) 2 min 2 s 46                                                                  | Mohamed Samy Hassan (EGY) 2 min 4 s 53                                                 | Yassine Elshammaa (EGY) 2 min 4 s 60                                                               |
| 400 m                  | Ruan Ras (RSA) 4 min 24 s 46                                                                     | Yassine Elshammaa (EGY) 4 min 27 s 27                                                  | Salah Amin Nour (EGY) 4 min 29 s 80                                                                |
| Relais                 |                                                                                                  |                                                                                        | |
| 4 x 100 m nage libre   | Égypte Yassin Hossam Marwan El Kamash Ali Khalafalla Mohamed Samy Hassan 3 min 20 s 4 CR         | Afrique du Sud Andrew Ross Clayton Jimmie Martin Binedell Guy Brooks 3 min 21 s 4      | Sénégal El Hadji Adama Niane Karl-Wilson Aimable Amadou Ndiaye Matthieu Ousmane Seye 3 min 32 s 93 |
| 4 x 200 m nage libre   | Égypte Yassine Elshammaa Mohamed Samy Hassan Mohamed Hany Mohamady Marwan Elkamash 7 min 29 s 60 | Afrique du Sud Andrew Ross Luca Holtzhausen Ross Hartigan Guy Brooks 7 min 34 s 9      | Sénégal Amadou Ndiaye Karl-Wilson Aimable Matthieu Ousmane Seye Ousseynou Diop 7 min 58 s 65       |
| 4 x 100 m quatre nages | Égypte Youssef Abdalla Said Youssef Elkamash Ali Khalafalla Mohamed Samy Hassan 3 min 41 s 70 CR | Afrique du Sud Martin Binedell Guy Brooks Bailey Musgrave Clayton Jimmie 3 min 45 s 80 | Angola Salvador Gordo Pedro Pinotes Daniel Francisco Henrique Mascarenhas 4 min 2 s 3              |
| Nage en eau libre      |                                                                                                  |                                                                                        | |
| 3 km nage en eau libre | Mohamed Moselhy (EGY) 32 min 45 s 11                                                             | Mohamed Khalil Ben Ajmia (TUN) 32 min 56 s 98                                          | Ramzi Chouchar (ALG) 33 min 5 s 69                                                                 |

### Femmes
| Épreuves               | Or                                                                                             | Argent                                                                                 | Bronze                                                                                   |
| Nage libre             | Nage libre                                                                                     | Nage libre                                                                             | Nage libre                                                                               |
| ---------------------- | ---------------------------------------------------------------------------------------------- | -------------------------------------------------------------------------------------- | ---------------------------------------------------------------------------------------- |
| 50 m                   | Inge Weidemann (RSA) 25 s 83                                                                   | Caitlin de Lange (RSA) 26 s 15                                                         | Amel Melih (ALG) 26 s 23                                                                 |
| 100 m                  | Rebecca Meder (RSA) 56 s 22                                                                    | Inge Weidemann (RSA) 56 s 31                                                           | Amel Melih (ALG) 57 s 58                                                                 |
| 200 m                  | Rebecca Meder (RSA) 2 min 2 s 65                                                               | Christin Mundell (RSA) 2 min 4 s 60                                                    | Catarina Sousa (ANG) 2 min 10 s 78                                                       |
| 400 m                  | Christin Mundell (RSA) 4 min 40 s 2                                                            | Stephanie Houtman (RSA) 4 min 40 s 17                                                  | Sara Abdelghany (EGY) 4 min 44 s 73                                                      |
| 800 m                  | Stephanie Houtman (RSA) 9 min 7 s 14                                                           | Samantha Randle (RSA) 9 min 7 s 95                                                     | Sara Abdelghany (EGY) 9 min 54 s 84                                                      |
| Dos                    |                                                                                                |                                                                                        |                                                                                          |
| 50 m                   | Samiha Mohsen (EGY) 29 s 63                                                                    | Amel Melih (ALG) 30 s 2                                                                | Caitlin de Lange (RSA) 30 s 9                                                            |
| 100 m                  | Rebecca Meder (RSA) 1 min 2 s 90                                                               | Samiha Mohsen (EGY) 1 min 4 s 73                                                       | Samantha Randle (RSA) 1 min 6 s 1                                                        |
| 200 m                  | Rebecca Meder (RSA) 2 min 16 s 74                                                              | Samantha Randle (RSA) 2 min 17 s 21                                                    | Samiha Mohsen (EGY) 2 min 23 s 0                                                         |
| Brasse                 |                                                                                                |                                                                                        |                                                                                          |
| 50 m                   | Christin Mundell (RSA) 32 s 64                                                                 | Sarah Soliman (EGY) 33 s 83                                                            | Jayla Pina (CPV) 34 s 65                                                                 |
| 100 m                  | Emily Visagie (RSA) 1 min 10 s 81 CR                                                           | Christin Mundell (RSA) 1 min 11 s 9                                                    | Nour Diaa Elgendy (EGY) 1 min 12 s 74                                                    |
| 200 m                  | Emily Visagie (RSA) 2 min 35 s 35                                                              | Tessa Ip Hen Cheung (MRI) 2 min 47 s 39                                                | Reedah Shaw (RSA) 2 min 50 s 78                                                          |
| Papillon               |                                                                                                |                                                                                        |                                                                                          |
| 50 m                   | Inge Weidemann (RSA) 27 s 14                                                                   | Caitlin de Lange (RSA) 27 s 66                                                         | Amel Melih (ALG) 27 s 68                                                                 |
| 100 m                  | Oumy Diop (SEN) 1 min 3 s 13                                                                   | Inge Weidemann (RSA) 1 min 4 s 9                                                       | Lizanne Viljoen (RSA) 1 min 4 s 19                                                       |
| 200 m                  | Lizanne Viljoen (RSA) 2 min 19 s 35                                                            | Rawan Tamer Eldamaty (EGY) 2 min 23 s 7                                                | Sara Abdelghany (EGY) 2 min 24 s 23                                                      |
| Quatre nages           |                                                                                                |                                                                                        |                                                                                          |
| 200 m                  | Rebecca Meder (RSA) 2 min 15 s 45 CR                                                           | Emily Visagie (RSA) 2 min 24 s 45                                                      | Jayla Pina (CPV) 2 min 27 s 6                                                            |
| 400 m                  | Rebecca Meder (RSA) 4 min 55 s 36                                                              | Christin Mundell (RSA) 5 min 10 s 80                                                   | Sara Abdelghany (EGY) 5 min 20 s 43                                                      |
| Relais                 |                                                                                                |                                                                                        |                                                                                          |
| 4 x 100 m nage libre   | Afrique du Sud Inge Weidemann Hannah Robertson Caitlin de Lange Rebecca Meder 3 min 49 s 91 CR | Égypte Nour Diaa Elgendy Farida Samra Carine Abdelmalak Sara Elsammany 3 min 56 s 71   | Sénégal Jeanne Boutbien Oumy Diop Mariama Dramé Ndeye Thieufour Dieye 4 min 11 s 35      |
| 4 x 200 m nage libre   | Afrique du Sud Hannah Robertson Christin Mundell Leigh McMorran Rebecca Meder 8 min 26 s 35 CR | Égypte Farida Samra Sarah Bahaa Hassanin Nour Diaa Elgendy Gihan Abdulla 8 min 45 s 22 | Angola Maria Lopes de Freitas Lia Ana Lima Rafaela Santo Catarina Sousa 9 min 14 s 26 RN |
| 4 x 100 m quatre nages | Afrique du Sud Rebecca Meder Inge Weidemann Emily Visagie Hannah Robertson 4 min 16 s 22       | Égypte Samiha Mohsen Rawan Eldamaty Nour Diaa Elgendy Farida Samra 4 min 19 s 34       | Angola Catarina Sousa N'Hara Fernandes Lia Lima Maria Freitas 4 min 40 s 76              |
| Nage en eau libre      |                                                                                                |                                                                                        |                                                                                          |
| 5 km nage en eau libre | Samantha Randle (RSA) 37 min 11 s 35                                                           | Stephanie Houtman (RSA) 38 min 23 s 18                                                 | Ayat Allah El Anouar (MAR) 38 min 48 s 52                                                |

### Mixte
| Épreuves               | Or                                                                                           | Argent                                                                                     | Bronze                                                                                     |
| Relais                 | Relais                                                                                       | Relais                                                                                     | Relais                                                                                     |
| ---------------------- | -------------------------------------------------------------------------------------------- | ------------------------------------------------------------------------------------------ | ------------------------------------------------------------------------------------------ |
| 4 x 100 m nage libre   | Afrique du Sud Andrew Ross Rebecca Meder Inge Weidemann Guy Brooks 3 min 34 s 2 CR           | Égypte Mohamed Samy Hassan Nour Diaa Elgendy Ali Khalafalla Farida Samra 3 min 39 s 3      | Sénégal El Hadji Adama Niane Jeanne Boutbien Matthieu Ousmane Seye Oumy Diop 3 min 46 s 25 |
| 4 x 100 m quatre nages | Afrique du Sud Martin Binedell Bailey Musgrave Rebecca Meder Inge Weidemann 3 min 56 s 74 CR | Égypte Samiha Mohsen Youssef El Kamash Nour Diaa Elgendy Mohamed Samy Hassan 3 min 58 s 28 | Angola Salvador Gordo Pedro Pinotes Lia Lima Catarina Sousa 4 min 14 s 58                  |

## Podiums juniors

### Garçons
| Épreuves                         | Or                                                                                                | Argent                                                                                       | Bronze                                                                             |
| Nage libre                       | Nage libre                                                                                        | Nage libre                                                                                   | Nage libre                                                                         |
| -------------------------------- | ------------------------------------------------------------------------------------------------- | -------------------------------------------------------------------------------------------- | ---------------------------------------------------------------------------------- |
| 50 m                             | Guy Brooks (RSA) 22 s 65                                                                          | Yassin Hossam (EGY) 22 s 78                                                                  | Sohib Khodry (EGY) 23 s 42                                                         |
| 100 m                            | Guy Brooks (RSA) 50 s 80                                                                          | Mohamed Hany Mohamady (EGY) 51 s 16                                                          | Sohib Khodry (EGY) 51 s 54                                                         |
| 200 m                            | Guy Brooks (RSA) 1 min 52 s 20                                                                    | Mohamed Hany Mohamady (EGY) 1 min 53 s 12                                                    | Hamza Benhlima (MAR) 1 min 53 s 18                                                 |
| 400 m                            | Mohamed Khalil Ben Ajmia (TUN) 4 min 2 s 12                                                       | Omar Rayan (EGY) 4 min 3 s 35                                                                | Ahmed Sameh Abdelsalam (EGY) 4 min 3 s 66                                          |
| 800 m                            | Mohamed Khalil Ben Ajmia (TUN) 8 min 16 s 8                                                       | Youssef Elhady Salem (EGY) 8 min 27 s 89                                                     | Ahmed Sameh Abdelsalam (EGY) 8 min 28 s 10                                         |
| 1 500 m                          | Mohamed Khalil Ben Ajmia (TUN) 16 min 1 s 29                                                      | Omar Rayan (EGY) 16 min 19 s 61                                                              | Youssef Elhady Salem (EGY) 16 min 44 s 47                                          |
| Dos                              |                                                                                                   |                                                                                              |                                                                                    |
| 50 m                             | Hamza Benhlima (MAR) 27 s 37                                                                      | Sohib Khodry (EGY) 27 s 39                                                                   | Mohamed Hany Mohamady (EGY) 27 s 42                                                |
| 100 m                            | Mohamed Hany Mohamady (EGY) 57 s 32                                                               | Liam Vehbi (RSA) 58 s 72                                                                     | Yassin Hossam (EGY) 58 s 81                                                        |
| 200 m                            | Mohamed Hany Mohamady (EGY) 2 min 2 s 16                                                          | Guy Brooks (RSA) 2 min 7 s 7                                                                 | Liam Vehbi (RSA) 2 min 8 s 25                                                      |
| Brasse                           |                                                                                                   |                                                                                              |                                                                                    |
| 50 m                             | Matthew Randle (RSA) 28 s 87                                                                      | Mohannad Wagih Mostafa (EGY) 29 s 0                                                          | Seif Omara (EGY) 29 s 16                                                           |
| 100 m                            | Matthew Randle (RSA) 1 min 3 s 16                                                                 | Mohannad Wagih Mostafa (EGY) 1 min 4 s 65                                                    | Jaiden Staines (RSA) 1 min 4 s 91                                                  |
| 200 m                            | Matthew Randle (RSA) 2 min 16 s 97                                                                | Jaiden Staines (RSA) 2 min 23 s 14                                                           | Ahmed Ismail Ibrahim (EGY) 2 min 23 s 50                                           |
| Papillon                         |                                                                                                   |                                                                                              |                                                                                    |
| 50 m                             | Sohib Khodry (EGY) 24 s 19                                                                        | Matthew Lawrence (MOZ) 25 s 9                                                                | Guy Brooks (RSA) 25 s 14                                                           |
| 100 m                            | Guy Brooks (RSA) 54 s 33                                                                          | Sohib Khodry (EGY) 54 s 73                                                                   | Stephen Ndegwa (KEN) 56 s 60                                                       |
| 200 m                            | Ahmed Tarek Mohamed (EGY) 2 min 3 s 28                                                            | Liam Vehbi (RSA) 2 min 8 s 94                                                                | Salvador Vieira Gordo (ANG) 2 min 10 s 20                                          |
| Quatre nages                     |                                                                                                   |                                                                                              |                                                                                    |
| 200 m                            | Matthew Randle (RSA) 2 min 8 s 29                                                                 | Mohamed Hany Mohamady (RSA) 2 min 10 s 52                                                    | Hamza Benhlima (MAR) 2 min 10 s 89                                                 |
| 400 m                            | Matthew Randle (RSA) 4 min 39 s 88                                                                | Hamza Benhlima (MAR) 4 min 45 s 37                                                           | Jarden Eaton (RSA) 4 min 52 s 56                                                   |
| Relais                           |                                                                                                   |                                                                                              |                                                                                    |
| 4 x 100 m nage libre             | Égypte Yassin Hossam Mohannad Wagih Mostafa Sohib Khodry Mohamed Hany Mohamady 3 min 26 s 40      | Afrique du Sud Luca Holtzhausen Kaydn Naidoo Guy Brooks Liam Vehbi 3 min 27 s 49             | Mozambique Matthew Lawrence Valentin Da Costa Caio Lobo Justino Pale 3 min 53 s 83 |
| 4 x 200 m nage libre             | Égypte Omar Rayan Ahmed Sameh Abdelsalam Youssef Elhady Salem Mohamed Hany Mohamady 7 min 41 s 55 | Afrique du Sud Luca Holtzhausen Liam Vehbi Jarden Eaton Guy Brooks 7 min 48 s 78             | Mozambique Matthew Lawrence Kaio Faftine Caio Lobo Justino Pale 8 min 28 s 98      |
| 4 x 100 m quatre nages           | Afrique du Sud Liam Vehbi Matthew Randle Guy Brooks Luca Holtzhausen 3 min 46 s 52                | Égypte Mohamed Hany Mohamady Mohannad Wagih Mostafa Sohib Khodry Yassin Hossam 3 min 46 s 60 | Mozambique Kaio Faftine Valentin Da Costa Caio Lobo Justino Pale 4 min 4 s 45      |
| Nage en eau libre                |                                                                                                   |                                                                                              |                                                                                    |
| 3 km nage en eau libre (-17 ans) | Moataz Ibrahim Hassan (EGY) 33 min 44 s 2                                                         | Leshen Pillay (RSA) 34 min 28 s 3                                                            | Liam Elouardi (MAR) 35 min 53 s 8                                                  |
| 3 km nage en eau libre (-15 ans) | Keegan Wright (RSA) 35 min 11 s 9                                                                 | Ahmed Elhorany (EGY) 35 min 53 s 5                                                           | Mohamed El Malki (MAR) 36 min 2 s 5                                                |

### Filles
| Épreuves                         | Or                                                                                                 | Argent                                                                                              | Bronze                                                                           |
| Nage libre                       | Nage libre                                                                                         | Nage libre                                                                                          | Nage libre                                                                       |
| -------------------------------- | -------------------------------------------------------------------------------------------------- | --------------------------------------------------------------------------------------------------- | -------------------------------------------------------------------------------- |
| 50 m                             | Caitlin de Lange (RSA) 26 s 19                                                                     | Kirabo Namutebi (UGA) 26 s 26                                                                       | Carine Abdelmalak (EGY) 26 s 73                                                  |
| 100 m                            | Hannah Robertson (RSA) 57 s 94                                                                     | Farida Samra (EGY) 59 s 17                                                                          | Carine Abdelmalak (EGY) 59 s 70                                                  |
| 200 m                            | Hannah Robertson (RSA) 2 min 6 s 12                                                                | Leigh McMorran (RSA) 2 min 7 s 19                                                                   | Gihan Abdulla (EGY) 2 min 9 s 39                                                 |
| 400 m                            | Hannah Robertson (RSA) 4 min 26 s 93                                                               | Lojine Abdalla Hamed (EGY) 4 min 29 s 90                                                            | Sarah Bahaa Hassanin (EGY) 4 min 31 s 86                                         |
| 800 m                            | Leigh McMorran (RSA) 9 min 1 s 61                                                                  | Lojine Abdalla Hamed (EGY) 9 min 15 s 66                                                            | Jamila Boulakbèche (TUN) 9 min 17 s 95                                           |
| 1 500 m                          | Catherine van Rensburg (RSA) 17 min 8 s 4                                                          | Leigh McMorran (RSA) 17 min 10 s 68                                                                 | Lojine Abdalla Hamed (EGY) 17 min 53 s 82                                        |
| Dos                              | | |                                                                                  |
| 50 m                             | Sara Elsammany (EGY) 29 s 84                                                                       | Raghd Mohamed (EGY) 30 s 0                                                                          | Caitlin de Lange (RSA) 30 s 6                                                    |
| 100 m                            | Sara Elsammany (EGY) 1 min 4 s 62                                                                  | Raghd Mohamed (EGY) 1 min 6 s 34                                                                    | Bernelee Doster (RSA) 1 min 7 s 72                                               |
| 200 m                            | Bernelee Doster (RSA) 2 min 23 s 26                                                                | Fareeda Amr Morsy (EGY) 2 min 23 s 69                                                               | Raghd Mohamed (EGY) 2 min 23 s 71                                                |
| Brasse                           | | |                                                                                  |
| 50 m                             | Caitlin de Lange (RSA) 33 s 28                                                                     | Sarah Soliman (EGY) 34 s 16                                                                         | Jayla Pina (CPV) 34 s 60                                                         |
| 100 m                            | Catherine van Rensburg (RSA) 1 min 12 s 76                                                         | Nour Diaa Elgendy (EGY) 1 min 13 s 71                                                               | Caitlin de Lange (RSA) 1 min 14 s 90                                             |
| 200 m                            | Catherine van Rensburg (RSA) 2 min 36 s 17                                                         | Rawan Tamer Eldamaty (EGY) 2 min 38 s 1                                                             | Nour Diaa Elgendy (EGY) 2 min 38 s 35                                            |
| Papillon                         | | |                                                                                  |
| 50 m                             | Caitlin de Lange (RSA) 27 s 78                                                                     | Sara Elsammany (EGY) 28 s 47                                                                        | Farida Samra (EGY) 28 s 66                                                       |
| 100 m                            | Nour Diaa Elgendy (EGY) 1 min 2 s 16                                                               | Rawan Tamer Eldamaty (EGY) 1 min 2 s 67                                                             | Sawsane Elgamah (MAR) 1 min 7 s 24                                               |
| 200 m                            | Leigh McMorran (RSA) 2 min 20 s 76                                                                 | Meryem Bahajoub (MAR) 2 min 33 s 76                                                                 | Nicole Redecker (NAM) 2 min 36 s 15                                              |
| Quatre nages                     | | |                                                                                  |
| 200 m                            | Nour Diaa Elgendy (EGY) 2 min 21 s 29                                                              | Rawan Tamer Eldamaty (EGY) 2 min 21 s 51                                                            | Sarah Mc Laren (RSA) 2 min 31 s 83                                               |
| 400 m                            | Catherine van Rensburg (RSA) 5 min 6 s 17                                                          | Rawan Tamer Eldamaty (EGY) 5 min 11 s 73                                                            | Nicole Redecker (NAM) 5 min 24 s 63                                              |
| Relais                           | | |                                                                                  |
| 4 x 100 m nage libre             | Égypte Nour Diaa Elgendy Gihan Abdulla Carine Abdelmalak Sara Elsammany 3 min 53 s 86              | Afrique du Sud Hannah Robertson Caitlin de Lange Leigh McMorran Rachel Groepes 3 min 54 s 25        | Maroc Sofia Garnoussi Rimi Jennate Sawsane Elgamah Inass Allaoui 4 min 13 s 40   |
| 4 x 200 m nage libre             | Afrique du Sud Hannah Robertson Catherine van Rensburg Leigh McMorran Sarah Mc Laren 8 min 46 s 88 | Égypte Sarah Bahaa Hassanin Gihan Abdulla Lojine Abdalla Hamed Farida Samra 8 min 48 s 86           | Maroc Sofia Garnoussi Meryem Bahajoub Sawsane Elgamah Inass Allaoui 9 min 19 s 9 |
| 4 x 100 m quatre nages           | Égypte Sara Elsammany Nour Diaa Elgendy Rawan Eldamaty Gihan Abdulla 4 min 20 s 80                 | Afrique du Sud Bernelee Doster Catherine van Rensburg Rachel Groepes Hannah Robertson 4 min 21 s 79 | Maroc Rimi Jennate Inass Allaoui Meryem Bahajoub Sofia Garnoussi 4 min 43 s 69   |
| Nage en eau libre                | | |                                                                                  |
| 3 km nage en eau libre (-17 ans) | Leigh McMorran (RSA) 36 min 23 s 5                                                                 | Catherine van Rensburg (RSA) 36 min 32 s 7                                                          | Mariam Elsheikh (EGY) 39 min 12 s 6                                              |
| 3 km nage en eau libre (-15 ans) | Jamila Boulakbèche (TUN) 36 min 43 s 4                                                             | Fara Fathi Soliman (EGY) 38 min 30 s 2                                                              | Tiara Finnis (RSA) 41 min 34 s 8                                                 |

### Mixte
| Épreuves               | Or                                                                                         | Argent                                                                                    | Bronze                                                                                  |
| Relais                 | Relais                                                                                     | Relais                                                                                    | Relais                                                                                  |
| ---------------------- | ------------------------------------------------------------------------------------------ | ----------------------------------------------------------------------------------------- | --------------------------------------------------------------------------------------- |
| 4 x 100 m nage libre   | Afrique du Sud Luca Holtzhausen Caitlin de Lange Hannah Robertson Guy Brooks 3 min 38 s 35 | Égypte Mohamed Hany Mohamady Sohib Khodry Gihan Abdulla Nour Diaa Elgendy 3 min 41 s 56   | Maroc Ilia El Fallaki Achraf Inass Allaoui Sofia Garnoussi Hamza Benhlima 3 min 56 s 27 |
| 4 x 100 m quatre nages | Afrique du Sud Bernelee Doster Matthew Randle Guy Brooks Hannah Robertson 4 min 0 s 83     | Égypte Sara Elsammany Mohannad Wagih Mostafa Nour Diaa Elgendy Yassin Hossam 4 min 5 s 72 | Namibie José Canjulo Nicole Redecker Mikah Burger Trisha Mutumbulua 4 min 22 s 88       |

## Tableau des médailles

### Senior
- Nation organisatrice

| Rang  | Nation         | Or | Argent | Bronze | Total |
| ----- | -------------- | -- | ------ | ------ | ----- |
| 1     | Afrique du Sud | 25 | 24     | 10     | 59    |
| 2     | Égypte         | 15 | 14     | 11     | 40    |
| 3     | Algérie        | 2  | 2      | 7      | 11    |
| 4     | Sénégal        | 1  | 0      | 4      | 5     |
| 5     | Tunisie        | 0  | 2      | 0      | 2     |
| 6     | Ghana          | 0  | 1      | 1      | 2     |
| 7     | Maurice        | 0  | 1      | 0      | 1     |
| 8     | Angola         | 0  | 0      | 5      | 5     |
| 9     | Cap-Vert       | 0  | 0      | 2      | 2     |
| 10    | Maroc          | 0  | 0      | 1      | 1     |
| 10    | Namibie        | 0  | 0      | 1      | 1     |
| Total | Total          | 43 | 44     | 42     | 129   |

### Junior
- Nation organisatrice

| Rang  | Nation         | Or | Argent | Bronze | Total |
| ----- | -------------- | -- | ------ | ------ | ----- |
| 1     | Afrique du Sud | 28 | 13     | 9      | 50    |
| 2     | Égypte         | 13 | 29     | 18     | 60    |
| 3     | Tunisie        | 4  | 0      | 1      | 5     |
| 4     | Maroc          | 1  | 2      | 9      | 12    |
| 5     | Mozambique     | 0  | 1      | 3      | 4     |
| 6     | Ouganda        | 0  | 1      | 0      | 1     |
| 7     | Namibie        | 0  | 0      | 3      | 3     |
| 8     | Angola         | 0  | 0      | 1      | 1     |
| 8     | Cap-Vert       | 0  | 0      | 1      | 1     |
| 8     | Kenya          | 0  | 0      | 1      | 1     |
| Total | Total          | 46 | 46     | 46     | 138   |

### Combiné
- Nation organisatrice

| Rang  | Nation         | Or | Argent | Bronze | Total |
| ----- | -------------- | -- | ------ | ------ | ----- |
| 1     | Afrique du Sud | 53 | 37     | 19     | 109   |
| 2     | Égypte         | 28 | 43     | 29     | 100   |
| 3     | Tunisie        | 4  | 2      | 1      | 7     |
| 4     | Algérie        | 2  | 2      | 7      | 11    |
| 5     | Maroc          | 1  | 2      | 10     | 13    |
| 6     | Sénégal        | 1  | 0      | 4      | 5     |
| 7     | Mozambique     | 0  | 1      | 3      | 4     |
| 8     | Ghana          | 0  | 1      | 1      | 2     |
| 9     | Maurice        | 0  | 1      | 0      | 1     |
| 9     | Ouganda        | 0  | 1      | 0      | 1     |
| 11    | Angola         | 0  | 0      | 6      | 6     |
| 12    | Namibie        | 0  | 0      | 4      | 4     |
| 13    | Cap-Vert       | 0  | 0      | 3      | 3     |
| 14    | Kenya          | 0  | 0      | 1      | 1     |
| Total | Total          | 89 | 90     | 88     | 267   |